# Last Night (Diddy)
Last Night è un singolo del rapper statunitense Diddy, pubblicato nel 2007 ed estratto dall'album Press Play. La canzone vede la partecipazione della cantante statunitense Keyshia Cole ed è incluso anche nel suo album Just Like You.
Il brano contiene un sample leggermente modificato tratto da Erotic City di Prince.

## Tracce
- 12" (USA)

1. Last Night [radio edit]
2. Last Night [mix show amended version]
3. Last Night [explicit version]
4. Last Night [instrumental]